# 高柳重信
高柳 重信（たかやなぎ しげのぶ、1923年1月9日 - 1983年7月8日）は、俳人。本名は高柳重信（しげのぶ）、俳人としては「じゅうしん」を自称した。
3行ないし4行書きの多行書きの俳句を提唱・実践し、金子兜太らと共に「前衛俳句」の旗手となった。歌人の高柳蕗子は実子。俳人の中村苑子と事実婚(内縁関係)にあった。

## 来歴
- 東京市小石川区（現文京区）に生れる。父の市良は群馬県佐波郡出身で、大蔵省技手、建築請負業を経て、戦後は印刷業に従事した。黄卯木の俳号を持つ俳人でもあった。妹の高柳美知子は性教育の研究者で、"人間と性"教育研究協議会の創設メンバーを務めた。
- 1931年：重信は小学校の国語の時間に俳句を作らされた。年譜などではこれが最初の句作のエピソードとして記されている。
- 1935年：東京府立第九中学校に入学。1936年、父の所属誌『春蘭』に十句を投稿し、そのうちの二句が選出される（俳号は翠峰）。
- 1940年：早稲田大学専門部法科に入学。「早大俳句研究会」に所属し、俳誌『睦月』に入会。また加藤元重ら友人と同人誌『群』（第一次）刊。号を翠子とあらためる。1941年、「愛国俳句欄」を設けた『睦月』の主旨に反対し、脱会。新たに友人らと「早大俳句会」の創立を計画したが、折からの大戦の勃発によって中断される。
- 1942年：私誌『抵抗線』を謄写版刷で作成。『早大俳句』を創刊。大学は9月に繰り上げ卒業するが、同時に肺結核に罹患した。
- 1943年：『群』（第二次）刊。翌年廃刊。
- 1945年：群馬県に疎開し、前橋の理研重工業に勤務。同地で終戦を迎える。
- 1946年：俳句誌『群』（第三次）を群馬県で創刊。埼玉県戸田市に移転。文芸誌『薔薇』創刊。谷川洵の筆名で詩・短歌・散文を執筆。
- 1947年：吉祥寺の富沢赤黄男（かきお）邸を初めて訪問し、『太陽系』（のち『火山系』）に参加。恵幻子の筆名で評論を発表。『群』四・五月号に「提議」を掲げ、多行形式の作品発表を、野原正作、岡田利作らと行う。
- 1948年：楠本憲吉ら友人と同人誌『弔旗』を創刊。多行形式の実践を行う。
- 1949年：『火山系』の廃刊をうけ、新たに湊喬彦（三好行雄）らと『黒彌撒』創刊。塚本邦雄との交遊が始まる。
- 1950年：第一句集『蕗子』を上梓。
- 1951年：富沢赤黄男らと『七面鳥』を創刊。黒彌撒同人句集『傾斜都市』を刊行。
- 1951年：第二句集『伯爵領』を上梓。富沢赤黄男らを擁して『薔薇』を創刊。同誌は赤黄男が作品欄の選をする会員作品140名ほどの集団となる。
- 1953年：山本篤子と結婚。現代俳句協会会員となる。11月、埼玉県俳句連盟発足、常任理事となる。長女蕗子生まれる。三橋鷹女「薔薇」に参加。
- 1954年：初期作品を整理して第三句集『前略十年』を刊行。
- 1956年：第四句集『罪囚植民地』を収める『黒彌撒』を上梓。
- 1957年：『現代日本文学全集第九十一巻　現代俳句』（筑摩書房）に作品が収録される。
- 1958年：『薔薇』を解消。三月に同志を募って総合同人誌『俳句評論』を創刊。創刊世話人は富沢赤黄男、三橋鷹女、高屋窓秋、永田耕衣、三谷昭、湊楊一郎、折笠美秋ほか六名。中村苑子を『春燈』より招請し、同氏宅を発行所とする。妻、高柳篤子（後に渡米し、広岡マリの名で画家として活動）と離婚したのち、苑子と生涯をともにしたが、事実婚のままであった。
- 1962年：同人合同作品集『現代俳句選集』刊行。富澤赤黄男死去。
- 1965年：喀血し入院。退院後、『定本・富沢赤黄男句集』を刊行。
- 1967年：サンケイ銀座俳句教室の講師に就任。
- 1968年：総合誌『俳句研究』（俳句研究社、のち俳句研究新社）の編集長に就任。その後、同誌を通じて安井浩司、坪内稔典、夏石番矢、摂津幸彦らを見出す。
- 1970年：海程戦後俳句の会から『高柳重信句集』を刊行。1972年、第五句集『蒙塵』第六句集『遠耳父母』を収める『高柳重信全句集』刊行。
- 1973年：新人発掘の強化を図るべく、五十句競作を企画し、みずから募集作品の選考にあたる。宇多喜代子、澤好摩、摂津幸彦、大屋達治、藤原月彦（藤原龍一郎)、林桂、長谷川櫂、夏石番矢らを見出す。
- 1974年：第一評論集『バベルの塔』を刊行。
- 1976年：第七句集『山海集』刊。『三橋鷹女全句集』『富澤赤黄男全句集』『高屋窓秋全句集』の編集に没頭。
- 1977年：『俳句評論』創刊二十周年記念『昭和俳句選集』を編集し発行。立風書房『現代俳句全集』『鑑賞・現代俳句全集』の編集委員を担当。第八句集『山川蟬夫句抄』刊。
- 1978年：第二評論集『現代俳句の軌跡』刊。
- 1979年：第九句集『日本海軍』刊。
- 1980年：山川蝉夫という別人格による作品『山川蝉夫句集』を発表。発想と同時に書ききるという一行の俳句形式を行う。俳句評論社『重信表　私版高柳重信年表』を、岩片仁次編、中村苑子監修で刊。俳句評論創刊二十五周年記念の評論集『現代俳句論叢』を編集刊。
- 1983年：『俳句研究』50巻記念祝賀会を京王プラザホテルで開催。7月7日に肝硬変と診断される。翌日早朝、静脈瘤破裂により救急車で病院へ。午前6時14分に永眠。12月、『俳句評論』は第二百号記念と「追悼・高柳重信」を特集し、終刊となる。

## 著書

### 句集
- 『蕗子』　1950年
- 『伯爵領』　1952年
- 『前略十年』　1954年
- 『黒彌撒』　1956年
- 『縮刷版・高柳重信作品集』　1959年
- 『高柳重信句集』　1970年
- 『遠耳父母』　1971年
- 『高柳重信全句集』　1972年
- 『青彌撒』　1974年
- 『山海集』　1976年
- 『山川蟬夫句抄』　1977年
- 『日本海軍』　1979年
- 『山川蝉夫句集』　1980年
- 『高柳重信全集』（全三巻）　立風書房、1985年（第一巻が全句集にあたる）
- 『高柳重信全句集』　沖積舎　2002年

### 評論集
- 第一評論集『バベルの塔』　1974年
- 第二評論集『現代俳句の軌跡』　1978年
- 『俳句の海で　「俳句研究」編集後記集—68.4-83.8』　ワイズ出版　1995年

### その他
- 『夜想曲　高柳重信小句集』　ふらんす堂、1990年
- 『重信表　私版高柳重信年表』　俳句評論社　1980年
- 『高柳重信—さらば船長①』南方社　1982年
- 『現代俳句の世界　14　金子兜太　高柳重信集』　朝日文庫　1984年
- 『昭和俳句文学アルバム　高柳重信の世界』　梅里書房　1991年
- 『高柳重信』　花神社　1993年
- 『高柳重信』　蝸牛俳句文庫　1994年
- 『戦後俳句の光彩　金子兜太・高柳重信』　群馬県立土屋文明記念文学館　1998年
- 『高柳重信展』　戸田市郷土博物館　2001年
- 『群馬文学全集　第十三巻　　高柳重信　上村占魚　村越化石』　群馬県立土屋文明記念文学館　2002年
- 『高柳重信読本』　角川学芸出版　2009年
- 『高柳重信の一〇〇句を読む』　飯塚書店　2015年